# マルチレベル・パターン・マッチング
マルチレベル・パターン・マッチング (Multilevel Pattern Matching, MPM) とは、2000年にミネソタ大学のJohn C. Kiefferらによって考案されたデータ圧縮アルゴリズムの１つ。文法型の圧縮法に分類される。
圧縮率自体はそれほど良くないが、最悪冗長性がO(log(1/n))となる点で優れている。
トークン列と呼ばれる系列を作成し、適応型算術符号を用いて符号化する。